# گل شیطان (مجموعه تلویزیونی)
گل شیطان (کره‌ای: 악의 꽃; لاتین‌نویسی اصلاح‌شده: Agui kkot) یک مجموعهٔ تلویزیونی کرهٔ جنوبی است که لی جون گی، مون چه وون، جانگ هی-جین و سئو هیون-وو در آن ایفای نقش کرده‌اند. این سریال از ۲۹ ژوئیهٔ تا ۲۳ سپتامبر ۲۰۲۰، روزهای چهارشنبه و پنجشنبه از شبکهٔ تی‌وی‌ان پخش شد. این مجموعه به صورت بین‌المللی در آی‌چی‌یی، ویکی، ویو تی‌وی با زیرنویس‌های چندزبانه پخش شد. لی و مون قبلا در ذهن‌های جنایتکار با یکدیگر همبازی بودند و این بازگشت لی پس از دو سال به تلویزیون بود.

## خلاصهٔ داستان
بک هی سونگ (لی جون گی) مردی است که هویت و گذشتهٔ خود را از همسرش چا جی-وون (مون چه-وون)، کارآگاه پلیس پنهان می‌کند. در ظاهر، آنها خانواده کاملی به نظر می‌رسند؛ زوجی عاشق با دختری زیبا که پدر و مادرش را بسیار دوست دارد. چا جی-وون و همکارانش شروع به تحقیق در مورد یک سری قتل‌های غیرقابل توضیح می‌کنند و با این واقعیت مواجه می‌شود که شوهر به ظاهر کاملش ممکن است چیزهایی را از او پنهان کند.

## بازیگران

### اصلی
- لی جون گی در نقش بک هی سونگ / دو هیون سو[۱]
  - پارک هیون جون در نقش هیون سو جوان
  - چا سونگ جی در نقش کودکی هیون سو
- مون چه-وون در نقش چا جی وون، همسر هیون سو/هی سونگ[۱]
- جانگ هی-جین در نقش دو هه سو[۲]
  - لیم نا یونگ در نقش هه سو نوجوان، خواهر بزرگتر هیون سو[۶]
  - لی چای یون در نقش هه سو یازده ساله
- سئو هیون-وو در نقش کیم مو جین، روزنامه نگار[۳]
  - جونگ تاک هیون در نقش مو جین جوان[۷]

### نقش‌های مکمل

#### خانوادهٔ بک هی سونگ و چا جی-وون
- جونگ سئو یون در نقش باک یون ها، دختر هی سونگ و جی وون[۸]
- سون جونگ هاک در نقش باک من وو، پدر هی سونگ[۹]
- نام گی ئه در نقش گونگ می جا، مادر هی سونگ[۱۰]
- جو کیونگ سوک در نقش مون یانگ اوک، مادر جی وون[۱۱]

#### کلانتری کانگسو
- چوی دائهون در نقش لی وو چول، رهبر تیم تحقیقات جنایی[۱۰]
- چوی یانگ جون در نقش چوی جائه ساب، کارآگاه کهنه کار[۱۰]
- کیم سو اوه در نقش ایم هو جون، جوانترین عضو تیم[۱۰]
- لیم چول هیونگ در نقش یون سانگ پیل، رئیس بخش[۱۰]
- هونگ سو جون در نقش اوه یانگ جون، کاپیتان پلیس

#### مجله هنجوگان
- یانگ هی جین در نقش گنگ پیل یونگ، گزارشگر اصلی[۱۰]
- جو یه یون در نقش گزارشگر جو

#### سایرین
- چوی بیونگ مو در نقش دو مین سوک، پدر هه سو و هیون سو
- کیم جی-هون در نقش بک هی سونگ
- چوی کوون سو در نقش هی سونگ جوان
- لی کیوبوک در نقش نام سون گیل
- کیم گئون در نقش کیم این سئو
- لی جو یون در نقش پارک سئو یونگ
- هان سو یون در نقش جونگ می سوک
- یون بیونگ هی در نقش پارک کیونگ-چون، راننده تاکسی و شوهر جونگ می سوک
- پارک سونگ تائه در نقش اوه بوک جا
- کیم کی چئون در نقش دکتر لی هیون سوک